# Crithagra xantholaema
Il canarino di Salvadori (Crithagra xantholaema (Salvadori, 1896)) è un uccello passeriforme della famiglia Fringillidae.

## Etimologia
Il nome scientifico della specie, xantholaema, deriva dall'unione delle parole greche ξανθος (xanthos, "giallo") e λαιμος (laimos, "gola"), col significato di "dalla gola gialla", in riferimento alla livrea di questi uccelli.

## Descrizione

### Dimensioni
Misura 11 cm di lunghezza, per un peso di 11-12 g.

### Aspetto
Si tratta di uccelletti dall'aspetto slanciato, muniti di becco conico, testa arrotondata, ali appuntite e coda dalla punta lievemente forcuta.

Il piumaggio è di colore grigio su tutto il corpo, più chiaro su testa, petto e fianchi, più scuro su dorso e ali, e quasi tendente al nero su coda, remiganti e mustacchio: ventre e sottocoda, così come il sopracciglio, sono di colore grigio-biancastro, mentre il codione, la gola e la parte superiore del petto, come intuibile sia dal nome comune che dal nome scientifico, sono di colore giallo zolfo, con le due parti anatomiche separate da una banda trasversale nera che va da una spalla all'altra. Il dimorfismo sessuale consiste nella minore estensione del giallo pettorale delle femmine (spesso limitato alla sola gola). Ambedue i sessi presentano becco e zampe di color carnicino, mentre gli occhi sono di colore bruno-scuro.

## Biologia
Si tratta di uccelli diurni, che vivono da soli, in coppie o in gruppetti e passano la maggior parte della giornata al suolo o fra l'erba alta alla ricerca di cibo.

### Alimentazione
I canarini di Salvadori sono uccelli granivori, la cui dieta si basa sui semi delle piante erbacee, tuttavia essi si nutrono anche di foglioline, germogli, piccoli fiori, bacche e (specialmente durante il periodo degli amori, quando il fabbisogno energetico è incrementato) anche di piccoli insetti.

### Riproduzione
La stagione riproduttiva di questi uccelli spazia verosimilmente da settembre a dicembre: non si conosce nient'altro circa le abitudini riproduttive di questi uccelli, sebbene si ritenga che esse non si discostino significativamente, per modalità e tempistiche, da quanto osservabile fra le specie congeneri ed in generale fra i fringillidi.

## Distribuzione e habitat
Si tratta di una specie endemica dell'Etiopia, dove popola la porzione orientale e sud-orientale dell'Oromia.
L'habitat di questi uccelli è rappresentato dalle aree secche e semidesertiche con presenza di vegetazione arbustiva o arborea isolata e di fonti permanenti d'acqua dolce (come gli uadi).

## Sistematica
La specie è stata di volta in volta considerata conspecifica del canarino golanera o del canarino golagialla, anche in virtù della problematica collocazione tassonomica delle popolazioni del Fantallè, dalle caratteristiche morfologiche intermedie fra quest'ultima e il canarino di Salvadori: teorie più recenti vedrebbero invece questa specie come un ibrido fra beccasemi groppagialla e canarino panciabianca o canarino del Mozambico, o come una mutazione del canarino di Reichenow.
La specie è monotipica.